# Varde-Nørre Nebel Jernbane
Varde-Nørre Nebel Jernbane (VNJ), også kaldet Nebelbanen, er en dansk privatbane mellem Varde og Nørre Nebel, åbnet i 1903. I 1913-1940 var den forlænget fra Nørre Nebel til Tarm og hed derfor Varde-Nørre Nebel-Tarm Jernbane (VNTJ). Baneselskabet skiftede navn til Vestbanen 10. maj 1977. Dette navn er dog ikke entydigt, da det også bruges af DSB om København-Korsør-banen. I folkemunde hedder banen også Nebelgrisen eller på vestjysk æ Newlgris.
Vestbanen A/S eksisterer stadig, men hører nu under Sydtrafik. Drift og infrastruktur varetages af Arriva, der betjener banen med Lint 41-togsæt.

## Historie
Den store jernbanelov fra 1894 indeholdt en jernbane fra Nymindegab over Billum til Varde med sidebane fra Billum til Esbjerg. Nymindegab var i 1870'erne stadig en af de vigtigste fiskerihavne på vestkysten syd for Limfjorden, og det var meningen, at banen skulle transportere fisk herfra. Men da det blev stadig sværere at vedligeholde Ringkøbing Fjords udløb ved Nymindegab, mistede byen sin betydning, og Rigsdagen besluttede i 1900 at droppe det sidste stykke mellem Nørre Nebel og Nymindegab. Banens transport af fisk blev aldrig særlig stor og bortfaldt helt efter 1. Verdenskrig. Banens væsentligste transportartikler var teglværksprodukter, foderstoffer, brændsel og ikke mindst mergel fra mergellejerne ved Ringkøbing.

### Tarmbanen
Behovet for mergel til de magre jorder var et vigtigt argument for at forlænge banen fra Nørre Nebel til Tarm. Denne strækning var med i den store jernbanelov fra 1908. Loven krævede, at Nørre Nebel-Tarm Jernbane (NTJ) skulle drives sammen med VNJ, så det blev aftalt at have fælles materiel, driftsbestyrer, banemester og togpersonale, mens stations- og banepersonale blev ansat i hvert af de to selskaber. Tarmbanens 6 stationer blev alle betjent af ekspeditricer, baneformændenes koner.
Tarmbanen gav ikke nævneværdig ekstra trafik på VNJ, og banen gav i sig selv underskud, så Trafikkommissionen, der aflagde betænkning i 1939, frarådede yderligere statsstøtte til den.

### Skrinlagte projekter
Sidebanen fra Billum til Esbjerg var blevet droppet, fordi Varde by frygtede at miste sit opland og fordi koncessionshaverne mente, at det ville være urentabelt at drive en "gaffelbane". I 1915 dukkede ideen op igen, nu som en bane fra Oksbøl til Esbjerg med stationer i Tarp, Kokspang, Hjerting, Sædding samt et trinbræt ved Vognsbøl og tilslutning til statsbanen ved Boldesager. Herfra skulle en anden banelinje gå mod nordøst til Agerbæk. Dette forslag kom med i den sidste store jernbanelov fra 1918, men i to dele: Esbjerg-Oksbøl og Esbjerg-Agerbæk. Dog var der ingen, der søgte eneretsbevilling til disse baner.
Et andet projekt i denne lov ville også have berørt Nebelbanen: en jernbane fra Sønder Omme over Ølgod til Lunde eller Nørre Nebel. Her blev der givet eneretsbevilling i 1919, og banen var detailprojekteret i 1920. Jernbanekommissionen fra 1923, som skulle vurdere lovens projekter, frarådede dog at anlægge denne bane, som ville blive det mindst rentable af alle lovens projekter. Herefter stoppede bevillingshaverne arbejdet.
I 1917 dukkede forslaget om en Nymindegabbane op igen. Der blev udarbejdet en plan om en 7,6 km lang bane fra Nørre Nebel med holdeplads ved Lønne Kirke og endestation 100 m fra Nymindegab Kro. Forslaget blev faktisk vedtaget i Folketinget, men planen strandede. Egnens kommuner var interesserede i at transportere grus fra Nymindegab til vejanlæg, så endnu et forsøg blev gjort i 1925, men forgæves.

### Besættelsen
Under Besættelsen blev VNJ's trafik syvdoblet. Banen blev benyttet meget til at transportere materialer og danske arbejdere til deres arbejdspladser, hvor de byggede bunkere og andre forsvarsanlæg for tyskerne. Tyskerne begyndte straks på en kraftig udvidelse af Oksbøllejren, der var oprettet af dansk militær i 1929. Til forsyning af lejren blev Baunhøj Sidespor oprettet 1 km nord for Oksbøl. Det var en rangerbanegård med 6 læssespor og smalsporsbane til lejrområdet.
Så kom der endelig bane fra Nørre Nebel til Nymindegab, hvor tyskerne 1941-43 anlagde en hel fæstning med hærkystbatteri, kystradarstation og flakskydeplads samt Nymindegablejren til indkvartering af det enorme personel. Sporet havde en samlet længde på 12 km inkl. sidespor og var anlagt med gamle skinner på 33,4 kg/m fra 1897-1914. Det var færdigt i august 1942 og fik status af "privat sidespor for den tyske Værnemagt", så det ikke kunne bruges til andre transporter end tyskernes. Ved Houstrupvej tæt på Lønne Kirke var der et trinbræt for lokale arbejdere frem til 1945. 6 km fra Nørre Nebel kom stationen Kragelund eller Tresporet, hvor der var depotspor på begge sider af hovedsporet. I km 6,65 delte hovedsporet sig. Sporet mod nord gik til Lejrbanegården, der havde 5 opstillingsspor med omløb mellem to af dem. Herfra fortsatte det midterste spor til en remise (opført i 1943) og ammunitionsdepoter med 2 spor. Sporet mod vest passerede kort efter et sidespor til en gruppe ammunitionsdepoter i Nyminde Plantage. Derefter gik det helt ud i klitterne til en rangerbanegård med to parallelle spor med omløb. Så kunne man ad jernbanen føre mobilt antiluftskyts ud til Flaklejren, hvor der var skydestandpladser, ildlederbunkers og tilkørselsveje af beton. Snart kom der hver uge lukkede tog fra Berlin med nye luftværnsbatterier, der skulle afprøves. Efter endt indskydning kørte de igen, formodentlig til fronten.
Tyskernes anlæg af hærkystbatterier fortsatte i 1944, hvor man også begyndte på Tirpitz-stillingen ved Oksby. Den blev ikke færdig inden tyskernes kapitulation, men der nåede at blive anlagt jernbane fra Oksbøl til byggepladsen. Først var det en 900 mm smalsporsbane, senere et tungt normalspor med en skinnevægt på 41 kg/m, maksimal stigning på 12,5 ‰ og mindste kurveradius på 300 m. Natten mellem 17. og 18. august 1944 blev det 13 km lange sidespor sluttet til VNJ's hovedspor i km 14,5 ca. 500 m sydøst for Oksbøl Station.

### Efterkrigstiden
I slutningen af Besættelsen kom mange tyske flygtninge til Oksbøllejren, og efter Besættelsen blev den også brugt som flygtningelejr indtil 1. maj 1949, hvor den blev militærnægterlejr. De militære transporter steg i løbet af 1950'erne, og der kunne være samlet op mod 100 godsvogne på Oksbøl Station. For at aflaste stationen blev der igen anlagt et 550 m langt krydsningsspor ved Baunhøj trinbræt. Fra 1. juli 1959 blev lejren anvendt af Panserskolen, senere Hærens Kampskole, indtil den i maj 1982 flyttede til nye bygninger i Oksbøl Sydlejr. Allerede i 1974 var der planer om et sidespor til øvelsesområdet, så man undgik omlæsning på Oksbøl Station og tung trafik gennem byen. 20. januar 1979 kunne man indvie det 6 km lange spor fra Hesselmed trinbræt til Oksbøl Syd, der er en lille stationsbygning og 2 læssespor med hver sin enderampe og læssevej.
I oktober 1945 blev strækningerne Nørre Nebel-Nymindegab og Oksbøl-Oksby anvendt til udkørsel af bl.a. mergel, men VNJ's driftsbestyrer mente ikke, at regelmæssig offentlig trafik kunne svare sig. Klitsporet i Nymindegab blev taget op i 1945-46, Oksby-sporet i 1946-47.
Nymindegablejren var også flygtningelejr efter Besættelsen, men den blev i november 1946 overtaget af Forsvarsministeriet. Sporet fra Nørre Nebel til lejren blev stort set kun brugt til militære transporter. I 1976 overvejede VNJ at starte persontrafik til Nymindegab, men opgav det hurtigt efter en analyse af den forventede trafik. I 1984, hvor sporet i flere år ikke havde været trafikeret, fik det en renæssance, da reparation af bælterne på Forsvarets bæltekøretøjer blev placeret i Nymindegablejren, og transporten af køretøjerne skulle foregå med banen. I 1990 blev det overvejet at udskifte det gamle spor ved genbrug af skinner fra Varde-Nørre Nebel, men det ønskede Forsvaret ikke at finansiere. I sommeren 2001 blev det muligt at køre på skinnecykel på dage, hvor der ikke var anden trafik på sporet. I de følgende år blev der kørt veterantog af Dansk Jernbane-Klubs Veterantog Vest, men sporet er nu afskåret fra omverdenen, da skinnerne er taget op i den vestlige del af Nørre Nebel.
Efter krigen var VNJ's spor meget nedslidt, men 4,8 km spor og 5 sporskifter blev udskiftet med efterladt tysk materiel. Under krigen var jernbanebroen over Varde Å blevet understøttet af to bropiller for at klare de tunge transporter. En ny bro blev bygget i 1951, og i 1950-53 blev resten af sporet fornyet med skinner på 27,55 kg/m. 25% af svellerne blev udskiftet, og der blev lagt flere sveller, så akseltrykket kunne hæves til 14 t.
VNJ og Varde-Grindsted Jernbane (VGJ), der allerede fra 1928 havde fælles overbanemester, fik fra 1. april 1952 også fælles direktør og hovedkontor på Varde Vest. De to baner blev aldrig fusioneret helt, men fra 1. april 1953 etablerede de også værkstedsfællesskab. VGJ blev nedlagt 31. marts 1972, og i foråret 1973 overtog VNJ dens remise- og værkstedsbygninger nordøst for Varde Station.

### Modernisering
I 1985-1989 blev Vestbanens skinner igen fornyet, nu med et helsvejst spor på 37 kg/m, lagt på nye imprægnerede bøgesveller. Moderniseringen omfattede også nye krydsningsspor på stationerne Varde Vest, Janderup, Billum, Oksbøl og Outrup samt nye perroner og ny belysning.
Efter et par turbulente årtier med mange diskussioner om privatbanernes fremtid blev Vestbanen reddet fra lukning på et regionsrådsmøde i februar 2011. Dog skulle de 3 trinbrætter Elkærdam, Hesselmed og Søvigsund nedlægges, hvorefter de andre blev renoveret. I sommeren 2012 stod jernbanen klar med nye tog af typen Lint 41, renoverede trinbrætter, signaler, bomovergange og rejsekortterminaler. Og den gamle drøm om tog direkte til Esbjerg blev realiseret, idet Vestbanens tog fortsætter fra Varde til Esbjerg. 

## Rullende materiel
Nebelbanen har i tidens løb ejet 10 damplokomotiver, hvoraf det sidste først blev hensat i 1971. Banen har ejet 3 motorvogne, heraf 2 originale Triangel-vogne og en ombygget post- og personvogn. Den første Triangel blev anskaffet i 1924, og den sidste blev hensat i 1960.
Banens tre Y-tog endte efter næsten 30 års tjeneste i Peru.
- Frichs dieselelektrisk lokomotiv (1932-77) – 2 mere blev købt i 1968
- Scandia skinnebusser (1948-73) – her 4 bivogne til ophugning i 1975
- Brugte svenske skinnebusser (1973-83)
- Y-tog (Lynetter) (1983-2012)
- Lint-41 (2012-)

## Vestbanens fremtid
Så længe Oksbøllejren/Oksbøl Kaserne eksisterer må det forventes at Vestbanen eksisterer, da der er behov for at kampvogne og andet tungt materiel kan flyttes hurtigt.

## Strækningsdata
Varde-Nørre Nebel:
- Åbnet: 15. marts 1903
- Længde: 37,6 km
- Sporvidde: 1.435 mm (normalspor)
- Skinnevægt: 22,5 kg/m, 27,55 kg/m fra 1953 og 37 kg/m i skærveballast fra 1989
- Maks. hastighed: 75 km/t
- Største akseltryk: 15,4 t
- Maks. stigning: 10 ‰, i Varde dog 12,5 ‰
- Mindste kurveradius: 600 m, i Varde dog 300 m

Nørre Nebel-Tarm:
- Åbnet: 4. november 1913
- Længde: 30,0 km
- Sporvidde: 1.435 mm (normalspor)
- Skinnevægt: 22,5 kg/m
- Maks. hastighed: 60 km/t
- Nedlagt: 1. september 1940

## Standsningssteder

### Varde-Nørre Nebel
|    | Station              | km   | påstigningstal (2022) | I drift   | |
| -- | -------------------- | ---- | --------------------- | --------- | --- |
| 1  | Varde                | 0,0  | 130.155               | 1874-     | Forbindelse mod Esbjerg mod syd og Skjern mod nord. |
| 2  | Arnbjerg             | 0,4  |                       | 1991-2002 | I drift mens Varde Sommerland eksisterede. |
| 3  | Frisvadvej           | 1,5  | 16.210                | 1962-     | |
| 4  | Varde Vest           | 2,4  | 19.448                | 1903-     | Tidligere Varde Vestbanegård |
| 5  | Boulevarden          | 3,5  | 4.960                 | 1987-     | |
| 6  | Elkærdam             | 5,6  |                       | 1963-2012 | |
| 7  | Hyllerslev           | 7,4  | 300                   | 1903-     | Omløbssporets ene sporskifte blev fjernet omkring 1960. Fra 1. maj 1963 trinbræt med sidespor. Stationsbygningen blev solgt i 1986, hvor trinbrættet blev flyttet 100 m til Hyllerslev Stationsvej. Perron med venteskur anlagt i 1987. Resten af sidesporet fjernet i 1995. I dag en af de mindste stationer i Danmark. |
| 8  | Janderup             | 8,9  | 8.572                 | 1903-     | Læssespor ombygget til krydsningsspor i 1979. Stationsbygning solgt i 2002. |
| 9  | Billum               | 11,7 | 6.614                 | 1903-     | Sidespor til brugsforening fjernet og læssespor ombygget til krydsningsspor i 1979-80. Stationsbygning solgt i 2002. |
| 10 | Hesselmed            | 14,2 |                       | 1962-2012 | Venteskur fra Biltoft på Varde-Grindsted-Jernbane flyttet hertil i 1972, nyt venteskur i 1985. |
| 11 | Oksbøl               | 15,1 | 31.176                | 1903-     | Sidespor til Oksby under 2. verdenskrig. |
| 12 | Baunhøj              | 16,4 | 5.923                 | 1942-     | Sidespor med enderampe under 2. verdenskrig. I 1959 atter et 550 m langt sidespor. Trinbræt fra 16. juni 2001, hvor sidesporet blev afkortet og derefter fjernet i 2002. |
| 13 | Vrøgum               | 18,2 | 3.189                 | 1903-     | Ubetjent fra efteråret 1968, sidesporet afkortet mod syd i 1987, stationsbygningen solgt i 2002. |
| 14 | Jegum                | 19,6 | 2.425                 | 1992-     | |
| 15 | Søvig Sund           | 21,8 |                       | 1962-2012 | Moderniseret i 1988. I dag nedlagt |
| 16 | Dyreby               | 23,7 | 242                   | 1945-     | Moderniseret i 1988. En af de mindste stationer i Danmark. |
| 17 | Henne                | 25,0 | 5.192                 | 1903-     | Krydsningsspor fjernet i 1976. Læssespor fjernet i 1981. Stationsbygning solgt i 2002. |
| 18 | Outrup               | 27,7 | 16.332                | 1903-     | Ubetjent fra januar 1996. Stationsbygning solgt i 2002. |
| 19 | Løftgård             | 29,1 | 1.097                 | 1945-     | Perron og venteskur fornyet i 1989. |
| 20 | Lunde                | 32,2 | 10.022                | 1903-     | Ubetjent fra 1993. Stationsbygning solgt i 2002. |
| 21 | Nørre Nebel Landevej | 35,4 |                       | 1930-1948 | |
| 22 | Nørre Nebel          | 37,3 | 33.121                | 1903-     | |

### Nørre Nebel-Tarm
- Sønder Bork station i km 42.
- Obling trinbræt i km 43.
- Nørre Bork station i km 45.
- Sønder Vium station i km 51.
- Hemmet station i km 55.
- Vostrup station i km 60.
- Lønborg station i km 63.
- Kyvling trinbræt i km 65.
- Tarm station i km 67,6 med tosporet remise.

## Bevarede stationsbygninger

### Nørre Nebel-Tarm
Alle stationsbygninger er bevaret. De blev tegnet af arkitekt Axel Preisler fra København.
- Sønder Bork: Bækager 11
- Nørre Bork: Vestervang 9
- Sønder Vium: Galgebjergvej 2
- Hemmet: Kirkestrædet 4
- Vostrup: Krogen 1
- Lønborg: Tarmvej 35A

## Strækninger hvor banetracéet er bevaret

### Nørre Nebel-Tarm
4 km af banens tracé er bevaret og tilgængeligt.
- Langs Borkvej nord for Nørre Nebel
- Mellem Skrumsager Mark og Sønder Bork
- Sidevej til Vejrupsøvej ved Nørre Bork
- Gennem Nørre Bork Plantage

- Wikimedia Commons har flere filer relateret til Nørre Nebel-Tarm

### Nørre Nebel-Nymindegab
9 km af tracéet er bevaret og tilgængeligt. Mellem Nørre Nebel og Nymindegab kan der køres med skinnecykler på en 6½ km lang strækning. Sidesporet ud i klitterne kan følges helt ud til rangerbanegården, hvor vestsporets tracé for det meste er dækket af klitter mens østsporets tracé kan følges over flere hundrede meter.
- Gennem den vestlige del af Nørre Nebel er sporet taget op
- Fra Blåbjergvej er sporet der igen, og her står skinnecyklerne
- Her grenede klitsporet fra. Det indgår i en asfalteret cykelsti
- Hovedsporet slutter ved Vesterhavsvej før Nymindegablejren
- Klitsporets tracé passerer Nymindestrømmen
- Klitsporets tracé passerer panserspærringen mellem søerne
- Klitsporets tracé deler sig, vestsporet kan følges til det blå køretøj
- Østsporets tracé (lige ud) kan følges flere hundrede meter

- Wikimedia Commons har flere filer relateret til Nørre Nebel-Nymindegab